# Criminalitatea în Republica Moldova
Structura infracțiunilor înregistrate în anul 2015:
     contra patrimoniului (51,7%)
     în domeniul transportului (14,7%)
     contra familiei și minorilor (5,2%)
     contra securității și ordinii publice (4,4%)
     economice (3,6%)
     contra vieții și sănătății persoanei (3,5%)
     contra sănătății publice și conviețuirii (3,4%)
     Altele (14,7%)
Criminalitatea în Moldova a crescut semnificativ de la declararea independenței în 1991. În societate au apărut grupări criminale organizate conduse de autorități criminale - „hoți în lege”, care, parțial, începând cu anul 2001 au fost arestate și condamnate la perioade mari de detenție. În 2004, președintele Vladimir Voronin a declarat război criminalității organizate în țară.
Un aspect îngrijorător îl reprezintă creșterea mare a criminalității organizate care colaborează strîns cu rețele internaționale de criminali și care a dus la creșterea traficului de ființe umane, contrabandă, trafic și prelevarea ilegală a organelor umane.
În 2015, cea mai mare rată a infracționalității rămîne a fi înregistrată în localitățile urbane și mai cu seamă în mun. Chișinău – 173 de infracțiuni la 10 mii de locuitori, ceea ce depășește nivelul mediu pe țară de 1,6 ori. În dependență de distribuția geografică a infracționalității, se constată o concentrare mai mare în regiunea centrală și de sud, inclusiv UTA Găgăuzia (87, și respectiv 92 de infracțiuni la 10 mii locuitori). Un nivel mai scăzut al infracționalității a fost înregistrat în zona de nord.
La nivel de raion, cea mai mare rată a infracționalității s-a înregistrat în raioanele Ialoveni (106 infracțiuni la 10 mii locuitori), Cantemir (105 infracțiuni la 10 mii locuitori) și Căușeni (99 infracțiuni la 10 mii locuitori). La polul opus se află raioanele: Rîșcani (66 infracțiuni la 10 mii locuitori), Nisporeni (63 infracțiuni la 10 mii locuitori) și Fălești (54 infracțiuni la 10 mii locuitori).

## Statistica situației criminogene în ultimii ani
Tabelul respectiv indică numărul infracțiunilor (calificate) înregistrate în perioada 2008–2018:
| An   | Furturi | Acte de violență în familie | Escrocherii | Acte de huliganism | Infracțiuni legate de droguri | Jafuri și tîlhării | Violuri | Vătămări intențion. grave | Omoruri | Tîlhării | Total  | num. infracț. la 10.000 loc. | num. condamn. la 100.000 loc. |
| ---- | ------- | --------------------------- | ----------- | ------------------ | ----------------------------- | ------------------ | ------- | ------------------------- | ------- | -------- | ------ | ---------------------------- | ----------------------------- |
| 2008 | 9.642   | –                           | –           | 772                | 2.126                         | 986                | 306     | 385                       | 233     | 175      | 24.788 | –                            | –                             |
| 2009 | 9.136   | –                           | –           | 767                | 1.879                         | 1.033              | 264     | 269                       | 240     | 205      | 25.655 | –                            | –                             |
| 2010 | 13.646  | 24                          | 1.841       | 955                | 1.794                         | 1.204              | 368     | 416                       | 265     | 185      | 33.402 | 94                           | 219                           |
| 2011 | 15.060  | 478                         | 1.574       | 1.152              | 1.658                         | 1.151              | 291     | 360                       | 216     | 152      | 35.124 | 99                           | 239                           |
| 2012 | 14.294  | 815                         | 1.651       | 1.284              | 1.575                         | 1.175              | 360     | 325                       | 223     | 167      | 36.615 | 103                          | 247                           |
| 2013 | 15.378  | 1.346                       | 2.065       | 1.444              | 1.166                         | 1.144              | 349     | 324                       | 215     | 146      | 38.157 | 107                          | 264                           |
| 2014 | 16.729  | 2.283                       | 2.068       | 1.614              | 1.288                         | 1.127              | 352     | 320                       | 172     | 125      | 41.783 | 147                          | 278                           |
| 2015 | 15.363  | –                           | –           | 1.491              | 1.191                         | 1.107              | 303     | 252                       | 177     | <        | 40.302 | 143                          | –                             |
| 2016 | 16.238  | –                           | –           | 1.699              | 1.153                         | 1.210              | 341     | 250                       | 189     | <        | 41.921 | 151                          | –                             |
| 2017 | 12.154  | –                           | –           | 1.447              | 1.269                         | 944                | 301     | 196                       | 154     | <        | 35.581 | 130                          | –                             |
| 2018 | 10.411  | –                           | –           | 1.335              | 1.351                         | 847                | 266     | 208                       | 170     | <        | 32.035 | 119                          | –                             |
| 2019 | 10.378  | –                           | –           | 1.342              | 1.052                         | 645                | 331     | 199                       | 175     | 98       | 31.657 | –                            | –                             |
| 2019 | 8.066   | –                           | –           | 1.064              | 895                           | 549                | 254     | 163                       | 169     | 62       | 26.342 | –                            | –                             |

## Numărul accidentelor rutiere în anii recenți
În anul 2014 au fost înregistrate 2.564 accidente rutiere, numărul acestora fiind în descreștere cu 1,6% față de anul precedent. În fiecare zi, în medie s-au produs circa 7 accidente rutiere, în urma cărora și-au pierdut viața 324 persoane, inclusiv 20 copii; paralel fiind înregistrate 3.080 de persoane traumatizate, dintre care 391 de copii. 
| An   | Numărul accid. rutiere | Persoane care au decedat | dintre care, copii | Persoane traumatizate | dintre care, copii |
| ---- | ---------------------- | ------------------------ | ------------------ | --------------------- | ------------------ |
| 2010 | 2.930                  | 452                      | 38                 | 3.747                 | 588                |
| 2011 | 2.825                  | 433                      | 36                 | 3.535                 | 622                |
| 2012 | 2.713                  | 441                      | 44                 | 3.510                 | 610                |
| 2013 | 2.605                  | 301                      | 21                 | 3.220                 | 545                |
| 2014 | 2.536                  | 324                      | 21                 | 3.077                 | 399                |
| 2015 | 2.559                  | 300                      | 21                 | 3.063                 | 384                |
| 2016 | 2.479                  | 311                      | 15                 | 2.929                 | 414                |
| 2017 | 2.641                  | 302                      | 14                 | 2.993                 | 335                |
| 2018 | 2.613                  | 274                      | 20                 | 3.123                 | 366                |
| 2019 | –                      | 277                      | 17                 | 3.031                 | 452                |
| 2020 | –                      | 244                      | 15                 | 2.245                 | 315                |

## Interlopi renumiți
- Grigore Caramalac, alias «Bulgaru» (n. 21 martie 1965, Taraclia),[7] dat în căutare prin Interpol în 1998, fiind acuzat de estorcare de fonduri, banditism, tâlhării și furturi în proporții deosebit de mari. Pe parcursul a mai bine de un deceniu ani, de când a fost anunțat în căutare generală, Karamalak a fost reținut în repetate rânduri, în Rusia și Ucraina, dar de fiecare dată a rămas la libertate. Totodată, fiind căutat prin Interpol, el a reușit să participe la mai multe acțiuni publice, iar președintele Federației Ruse, Dmitri Medvedev, i-a acordat, în august 2008, cetățenie rusă.[8][9] În 2014 cauza penală a ajuns ilegal în Rusia, iar instanțele de acolo l-au achitat. Pe 31 octombrie 2016 a fost reluată urmărirea penală în cadrul dosarului pe numele lui Karamalak în baza mai multor capete de acuzare, fiind  învinuit de un șir de infracțiuni comise la sfârșitul anilor 90 și până-n 2001, inclusiv șantaj, tentativă de omor intenționat și acțiuni de banditism.[10]
- Petru Gîlcă, alias «Micu» (n. 17 iulie 1962, Codreanca, Strășeni) este unul dintre cei mai vechi și mai temuți lideri interlopi din Moldova, fiind prima autoritate criminală din țară încoronată drept Hoț în Lege (în 1993, la Moscova). La vârsta de 17 ani a fost condamnat la 9 ani de închisoare, iar la 35 de ani a creat brigada de racheți „Micu”, înarmată cu automate Kalașnikov, lansatoare de grenade, lunete, veste anti-glonț, măști, uniforme de polițiști și identități false. A mai avut identitățile Petru Popovici (nume anterior), Petru Sadnic (numele actual), Ion Socolov (identitate falsă). De la începutul anilor 2000 a fost de mai multe ori arestat, apoi achitat sau eliberat, după care a fugit din țară sub o altă identitate. Gruparea sa a organizat asasinarea autorităților criminale „Jeka” și „Zelionîi”.[11][12]
- Vladimir Moscalciuc, alias «Makena» (n. 1967). Condamnat în 2002 la 15 ani de închisoare pentru un furt în proporții deosebit de mari și în 2015 condamnat la 19 ani de închisoare pentru organizarea unei grupări criminale în penitenciar și pentru șantaj.[13] Are o autoritate foarte mare printre condamnați, are influență în toate penitenciarele din țară și a reușit să-i facă pe cei din administrația penitenciarului să i se supună.[14]
- Evghenii Grișcenco, alias „Jeka”.[11] Asasinat în februarie 2000 de gruparea lui Micu.[15][16]
- Valeriu Rotari, alias „Zelionîi”. Asasinat în februarie 2000 de gruparea lui Micu.[17][11]
- Ivan Gușan, alias „Patron”[11]
- Malhaz Japaridze, alias „Malhaz”. De origine georgiană, acesta a decedat în 2008 în timp ce se afla în arest la Penitenciarul nr. 13.[18]
- Movsar Ibraghimov, alias „Mavsar”. Originar din Republica Cecenia și stabilit cu traiul în Chișinău la sfârșitul anilor '80, din 1992 este cetățean al Republicii Moldova. Este fostul ginere al autorității lumii interlope, Valerian Rotari, alias „Zelionîi”.[19][20]
- Veaceslav Grigoriev, alias „Șket” (n. 1966). A fost încoronat ca „hoț” în anul 1996.[21]
- Alexei Veretco, alias „Krasavcik”. A fost omorât în aprilie 2012 într-o reglare de conturi în Codrii Orheiului.[22][23]
- Serghei Ceban, alias ”Kitaeț”. În 2012 a primit coroana de „hoț în lege” la adunarea a peste 30 de interlopi din mai multe state, în orașul Atena, Grecia. Anterior, acesta, a fost condamnat la 13 ani de privațiune de libertate, pentru comiterea mai multor tâlhării.[24] Pe 2 noiembrie 2015 a fost extrădat din Grecia în Moldova. Potrivit Interpol, "Kitaeț" conducea grupări criminale din mai multe țări din Balcani. În Moldova, el colabora cu gruparea interlopului "Makena". În Grecia, el a fost reținut pentru crearea și administrarea unei grupări criminale.[25][26]
- Ion Druță, alias „Vanea Pisateli”. Condamnat în 2016 la 20 de ani de închisoare pentru un triplu omor la Ialoveni, dând indicații subalternilor să-i execute pe alți trei interlopi cu care se afla în „conflict de afaceri”.[27]
- Andrei Torcunov, alias „Andrei Turoc”[28] sau „Turcu”. A fost reținut pe 23 octombrie 2016 în localitatea Marușkino, din regiunea Moscova, Rusia, fiind bănuit de jaf. În timpul reținerii, asupra lui a fost depistată o armă și droguri. A devenit hoț în lege în 2013, dar mai târziu i-a fost retras titlul.[29]
- Ion Lozovanu, alias „Băiatu”[28]
- Ion Olaraș, alias „Medvedi”[28]
- Valentin Răducan, alias „Valico”[28]
- Oleg Bârlădean, alias „Belîi”[28]
- Lilian Chirica, alias „Lilik”[28]
- Ghenadie Vechiu, alias „Cliford”[28]

## Vezi și
- Criminalitatea în România